# Такеші Кайко
Такеші Кайко (яп. 開高 健; 30 грудня 1930 — 9 грудня 1989) — японський письменник і публіцист. Нагороджений преміями Акутаґави, Кавабати та ін.

## Біографія
Народився в сім'ї шкільного вчителя в Осаці. В студентські роки приєднався до групи молодих авторів, які випускали літературний журнал «Олівець» (яп. えんぴつ). Після закінчення Осакського муніципального університету переїхав до Токіо. В лютому 1954 року почав працювати в компанії «Санторі», очоливши редакцію рекламного журналу. В Японії і сьогодні відомі слогани, створені ним в ті роки для реклами віскі. Після отримання премії Акутагави за оповідання «Голий король» в 1957 році Кайко зміг звільнитися з компанії і повністю присвятив себе літературній творчості. В 1964 році як спеціальний кореспондент газети «Асахі симбун» Кайко вирушив до В'єтнаму для висвітлення в пресі подій в'єтнамської війни. До в'єтнамського фронтового досвіду Кайко неодноразово повертався в своїх творах. Йому присвячена трилогія «Сяюча пітьма» (輝ける闇, 1968), «Морок посеред дня» (夏の闇, 1972), «Похмурі квіти» (花終わる闇, залишився незавершеним).
Похований в Камакурі, на кладовищі при храмі Энкаку-дзі. В пам'ять про Кайко в 2003 році видавництвом «Сюейся» заснована літературна премія його імені для авторів творів в жанрі документальної прози. В місті Тигасакі (преф. Канагава), в будинку, де Кайко провів останні 16 років свого життя, було відкрито музей його пам'яті.

## Нагороди
1958 — премія Акутагави за «Голого короля».
1968 — Премія видавничої культури за «Сяючу пітьму».
1979 — Літературна премія Ясунарі Кавабата.
1981 — 29-та премія Кікучі Хіросі за досягнення в створенні репортажної літератури.
1987 — Японська літературна премія за «Історію вуха».